# طواف عمان 2022
طواف عمان 2022 هو سباق دراجات هوائية من فئة  2.1، وهو الموسم الحادي عشر من طواف عمان، وأقيم خلال الفترة من 10 فبراير 2022، وحتى 15 فبراير 2022.
فاز بالمركز الأول جان هيرت، وبالمركز الثاني فوستو ماسنادا، وبالمركز الثالث روي كوستا، وفاز فرناندو جافيريا في ترتيب النقاط، وكان الفائز حسب النقاط للشباب Anthon Charmig ‏، والفائز في تصنيف القتال Peio Goikoetxea ‏، وفاز فورتنيو سامسيك في ترتيب الفرق.

## الفرق
| فرق عالمية (7)- Cofidis - Groupama-FDJ - Intermarché-Wanty-Gobert Matériaux - Quick-Step Alpha Vinyl - BikeExchange-Jayco - Team DSM - UAE Team Emirates فرق برو (8)- Bardiani-CSF-Faizanè - بنجوال باوليز ساوكس دبليو بي 2022 ‏ - برجس بي إتش 2022 ‏ - أوسكالتيل أوسكادي 2022 ‏ - غازبروم روسفيلو 2022 ‏ - Arkéa-Samsic - نوفو نورديسك 2022 ‏ - أونو اكس برو سايكلنج تيم 2022 ‏ فريق قاري- XDS Astana Development Team ‏ فريق وطني- فريق سلطنة عمان لسباق الدراجات للرجال‏ |  |
| |  |

## المراحل
| قائمة المراحل | قائمة المراحل | قائمة المراحل                                 | قائمة المراحل | قائمة المراحل | قائمة المراحل | قائمة المراحل   | قائمة المراحل   |
| المرحلة       | التاريخ       | الدورة                                        |               | المسافة (كم)  | الارتفاع      | الفائز بالمرحلة | القائد العام    |
| ------------- | ------------- | --------------------------------------------- | ------------- | ------------- | ------------- | --------------- | --------------- |
| المرحلة 1     | 10 فبراير     | قلعة الرستاق – مركز عُمان للمؤتمرات و المعارض ‏ | مرحلة مستوية  | 138           | 684 م         | فرناندو جافيريا | فرناندو جافيريا |
| المرحلة 2     | 11 فبراير     | حديقة نسيم (مسقط) – ولاية صحار                | مرحلة مستوية  | 167٫5         | 179 م         | مارك كافنديش    | مارك كافنديش    |
| المرحلة 3     | 12 فبراير     | جامعة السلطان قابوس – ولاية قريات             | مرحلة جبلية   | 180           | 1918 م        | Anthon Charmig ‏ | Anthon Charmig ‏ |
| المرحلة 4     | 13 فبراير     | السيفة (مسقط) – مسقط                          | مرحلة جبلية   | 119٫5         | 2174 م        | فوستو ماسنادا   | فوستو ماسنادا   |
| المرحلة 5     | 14 فبراير     | ولاية سمائل – الجبل الأخضر                    | مرحلة جبلية   | 150٫5         | 1967 م        | جان هيرت        | جان هيرت        |
| المرحلة 6     | 15 فبراير     | مسقط – Matrah Corniche ‏                       | مرحلة مستوية  | 135٫5         | 1097 م        | فرناندو جافيريا | جان هيرت        |

## النتيجة

### مرحلة 1
هي مرحلة مستوية، أقيمت في 10 فبراير 2022، وامتدّت لمسافة 138 كيلومتر. فاز بالمرحلة فرناندو جافيريا، وكان متصدر الترتيب العام في نهاية المرحلة فرناندو جافيريا، وكان المتصدر حسب ترتيب النقاط فرناندو جافيريا، وتصدر ترتيب النقاط للشباب Kaden Groves ‏، ومتصدر ترتيب الفرق فريق الإمارات 2022.
| التصنيف العام         | التصنيف العام        | التصنيف العام          | التصنيف العام | التصنيف العام |
| العداء                | العداء               | الفريق                 | الوقت         |               |
| --------------------- | -------------------- | ---------------------- | ------------- | ------------- |
| 1                     | فرناندو جافيريا      | فريق الإمارات          | 3 س 16 د 54 ث |               |
| 2                     | مارك كافنديش         | Quick-Step Alpha Vinyl | + 2 ث         |               |
| 3                     | Peio Goikoetxea ‏     | أوسكالتيل أوسكادي ‏     | + 4 ث         |               |
| 4                     | Kaden Groves ‏        | BikeExchange-Jayco     | + 6 ث         |               |
| 5                     | روي كوستا            | فريق الإمارات          | + 9 ث         |               |
| 6                     | Jan Dunnewind ‏       | تيم نوفو نورديسك ‏      | + 9 ث         |               |
| 7                     | أموري كابيو          | اركيا سامسيك           | + 10 ث        |               |
| 8                     | Paul Penhoët ‏        | Groupama-FDJ           | + 10 ث        |               |
| 9                     | ماكسيميليانو ريتشيزي | فريق الإمارات          | + 10 ث        |               |
| 10                    | ماكس والشيد          | Cofidis                | + 10 ث        |               |
|                       |                      |                        |               |               |
| مصدر: ProCyclingStats |                      |                        |               |               |

### مرحلة 2
هي مرحلة مستوية، أقيمت في 11 فبراير 2022، وامتدّت لمسافة 167.5 كيلومتر. فاز بالمرحلة مارك كافنديش، وكان متصدر الترتيب العام في نهاية المرحلة مارك كافنديش، وكان المتصدر حسب ترتيب النقاط مارك كافنديش، وتصدر ترتيب النقاط للشباب Kaden Groves ‏، ومتصدر ترتيب الفرق فريق الإمارات 2022.
| التصنيف العام         | التصنيف العام    | التصنيف العام                 | التصنيف العام | التصنيف العام |
| العداء                | العداء           | الفريق                        | الوقت         |               |
| --------------------- | ---------------- | ----------------------------- | ------------- | ------------- |
| 1                     | مارك كافنديش     | Quick-Step Alpha Vinyl        | 7 س 27 د 16 ث |               |
| 2                     | Kaden Groves ‏    | BikeExchange-Jayco            | + 9 ث         |               |
| 3                     | فرناندو جافيريا  | فريق الإمارات                 | + 9 ث         |               |
| 4                     | Antonio Angulo ‏  | أوسكالتيل أوسكادي ‏            | + 13 ث        |               |
| 5                     | Peio Goikoetxea ‏ | أوسكالتيل أوسكادي ‏            | + 13 ث        |               |
| 6                     | أموري كابيو      | اركيا سامسيك                  | + 15 ث        |               |
| 7                     | روي كوستا        | فريق الإمارات                 | + 17 ث        |               |
| 8                     | Paul Penhoët ‏    | Groupama-FDJ                  | + 19 ث        |               |
| 9                     | ميكيل ريم        | برجس بي إتش ‏                  | + 19 ث        |               |
| 10                    | Milan Menten ‏    | بنجوال باوليز ساوكس دبليو بي ‏ | + 19 ث        |               |
|                       |                  |                               |               |               |
| مصدر: ProCyclingStats |                  |                               |               |               |

### مرحلة 3
هي مرحلة جبلية، أقيمت في 12 فبراير 2022، وامتدّت لمسافة 180 كيلومتر. فاز بالمرحلة Anthon Charmig ‏، وكان متصدر الترتيب العام في نهاية المرحلة Anthon Charmig ‏، وكان المتصدر حسب ترتيب النقاط مارك كافنديش، وتصدر ترتيب النقاط للشباب Anthon Charmig ‏، ومتصدر ترتيب الفرق انترمارشي وانتي جوبيرت ماتيرو 2022.
| التصنيف العام         | التصنيف العام        | التصنيف العام                      | التصنيف العام  | التصنيف العام |
| العداء                | العداء               | الفريق                             | الوقت          |               |
| --------------------- | -------------------- | ---------------------------------- | -------------- | ------------- |
| 1                     | Anthon Charmig ‏      | أونو اكس برو سايكلنج تيم ‏          | 11 س 46 د 55 ث |               |
| 2                     | جان هيرت             | Intermarché-Wanty-Gobert Matériaux | + 4 ث          |               |
| 3                     | ايلي جيسبرت          | اركيا سامسيك                       | + 8 ث          |               |
| 4                     | روي كوستا            | فريق الإمارات                      | + 12 ث         |               |
| 5                     | رين تاراما           | Intermarché-Wanty-Gobert Matériaux | + 14 ث         |               |
| 6                     | دينيس نكراسوف        | غازبروم روسفيلو ‏                   | + 17 ث         |               |
| 7                     | Harold Martín López ‏ | XDS Astana Development Team ‏       | + 17 ث         |               |
| 8                     | هوغو بيج ‏            | Intermarché-Wanty-Gobert Matériaux | + 17 ث         |               |
| 9                     | ريان جيبونز          | فريق الإمارات                      | + 17 ث         |               |
| 10                    | فيليبو زانا          | Bardiani CSF Faizanè               | + 17 ث         |               |
|                       |                      |                                    |                |               |
| مصدر: ProCyclingStats |                      |                                    |                |               |

### مرحلة 4
هي مرحلة جبلية، أقيمت في 13 فبراير 2022، وامتدّت لمسافة 119.5 كيلومتر. فاز بالمرحلة فوستو ماسنادا، وكان متصدر الترتيب العام في نهاية المرحلة فوستو ماسنادا، وكان المتصدر حسب ترتيب النقاط مارك كافنديش، وتصدر ترتيب النقاط للشباب Anthon Charmig ‏، ومتصدر ترتيب الفرق انترمارشي وانتي جوبيرت ماتيرو 2022.
| التصنيف العام         | التصنيف العام       | التصنيف العام                      | التصنيف العام  | التصنيف العام |
| العداء                | العداء              | الفريق                             | الوقت          |               |
| --------------------- | ------------------- | ---------------------------------- | -------------- | ------------- |
| 1                     | فوستو ماسنادا       | Quick-Step Alpha Vinyl             | 14 س 49 د 00 ث |               |
| 2                     | Anthon Charmig ‏     | أونو اكس برو سايكلنج تيم ‏          | + 55 ث         |               |
| 3                     | جان هيرت            | Intermarché-Wanty-Gobert Matériaux | + 58 ث         |               |
| 4                     | ماورو شميد          | Quick-Step Alpha Vinyl             | + 1 د 06 ث     |               |
| 5                     | روي كوستا           | فريق الإمارات                      | + 1 د 07 ث     |               |
| 6                     | ايلي جيسبرت         | اركيا سامسيك                       | + 1 د 22 ث     |               |
| 7                     | Kevin Vermaerke ‏    | Team DSM                           | + 1 د 22 ث     |               |
| 8                     | Henri Vandenabeele ‏ | Team DSM                           | + 1 د 23 ث     |               |
| 9                     | رين تاراما          | Intermarché-Wanty-Gobert Matériaux | + 1 د 28 ث     |               |
| 10                    | دينيس نكراسوف       | غازبروم روسفيلو ‏                   | + 1 د 31 ث     |               |
|                       |                     |                                    |                |               |
| مصدر: ProCyclingStats |                     |                                    |                |               |

### مرحلة 5
هي مرحلة جبلية، أقيمت في 14 فبراير 2022، وامتدّت لمسافة 150.5 كيلومتر. فاز بالمرحلة جان هيرت، وكان متصدر الترتيب العام في نهاية المرحلة جان هيرت، وكان المتصدر حسب ترتيب النقاط جان هيرت، وتصدر ترتيب النقاط للشباب Anthon Charmig ‏، ومتصدر ترتيب الفرق 2022 أركيا سامسيك.
| التصنيف العام         | التصنيف العام       | التصنيف العام                      | التصنيف العام  | التصنيف العام |
| العداء                | العداء              | الفريق                             | الوقت          |               |
| --------------------- | ------------------- | ---------------------------------- | -------------- | ------------- |
| 1                     | جان هيرت            | Intermarché-Wanty-Gobert Matériaux | 18 س 25 د 27 ث |               |
| 2                     | فوستو ماسنادا       | Quick-Step Alpha Vinyl             | + 1 د 00 ث     |               |
| 3                     | روي كوستا           | فريق الإمارات                      | + 1 د 16 ث     |               |
| 4                     | ايلي جيسبرت         | اركيا سامسيك                       | + 1 د 18 ث     |               |
| 5                     | Anthon Charmig ‏     | أونو اكس برو سايكلنج تيم ‏          | + 1 د 18 ث     |               |
| 6                     | Kévin Vauquelin ‏    | اركيا سامسيك                       | + 1 د 38 ث     |               |
| 7                     | Kevin Colleoni ‏     | BikeExchange-Jayco                 | + 1 د 50 ث     |               |
| 8                     | رين تاراما          | Intermarché-Wanty-Gobert Matériaux | + 1 د 51 ث     |               |
| 9                     | Henri Vandenabeele ‏ | Team DSM                           | + 1 د 54 ث     |               |
| 10                    | ماورو شميد          | Quick-Step Alpha Vinyl             | + 2 د 01 ث     |               |
|                       |                     |                                    |                |               |
| مصدر: ProCyclingStats |                     |                                    |                |               |

### مرحلة 6
هي مرحلة مستوية، أقيمت في 15 فبراير 2022، وامتدّت لمسافة 135.5 كيلومتر. فاز بالمرحلة فرناندو جافيريا، وكان متصدر الترتيب العام في نهاية المرحلة جان هيرت.

## المشاركون
| Quick-Step Alpha Vinyl QST | Quick-Step Alpha Vinyl QST | Quick-Step Alpha Vinyl QST |
| -------------------------- | -------------------------- | -------------------------- |
| م                          | عداء                       | مرتبة                      |
| 1                          | مارك كافنديش               | 68                         |
| 2                          | Iljo Keisse ‏               | 72                         |
| 3                          | فوستو ماسنادا              | 2                          |
| 4                          | ماورو شميد                 | 10                         |
| 5                          | Stijn Steels ‏              | 59                         |
| 6                          | Stan Van Tricht ‏           | 34                         |

| Team DSM DSM | Team DSM DSM             | Team DSM DSM |
| ------------ | ------------------------ | ------------ |
| م            | عداء                     | مرتبة        |
| 11           | سورين كراغ أندرسن        | 39           |
| 12           | Marco Brenner ‏           | 24           |
| 13           | Jonas Iversby Hvideberg ‏ | 25           |
| 14           | Henri Vandenabeele ‏      | 9            |
| 15           | Kevin Vermaerke ‏         | 11           |

| UAE Team Emirates UAD | UAE Team Emirates UAD | UAE Team Emirates UAD |
| --------------------- | --------------------- | --------------------- |
| م                     | عداء                  | مرتبة                 |
| 21                    | روي كوستا             | 3                     |
| 22                    | فرناندو جافيريا       | 49                    |
| 23                    | ريان جيبونز           | 16                    |
| 24                    | فيليكس جروس           | 53                    |
| 25                    | يوسف ميرزا الحمادي    | 42                    |
| 26                    | ماكسيميليانو ريتشيزي  | 65                    |
| 27                    | Oliviero Troia ‏       | لم يبدأ-6             |

| Arkéa-Samsic ARK | Arkéa-Samsic ARK | Arkéa-Samsic ARK |
| ---------------- | ---------------- | ---------------- |
| م                | عداء             | مرتبة            |
| 31               | ايلي جيسبرت      | 4                |
| 32               | وينر أنكونا      | 19               |
| 33               | أموري كابيو      | 47               |
| 34               | لوران بيشون      | 32               |
| 35               | Kévin Vauquelin ‏ | 6                |

| Intermarché-Wanty-Gobert Matériaux IWG | Intermarché-Wanty-Gobert Matériaux IWG | Intermarché-Wanty-Gobert Matériaux IWG |
| -------------------------------------- | -------------------------------------- | -------------------------------------- |
| م                                      | عداء                                   | مرتبة                                  |
| 41                                     | Rein Taaramäe                          | 8                                      |
| 42                                     | Tom Devriendt ‏                         | 63                                     |
| 43                                     | جان هيرت                               | 1                                      |
| 44                                     | Julius Johansen ‏                       | 79                                     |
| 45                                     | هوغو بيج ‏                              | 18                                     |
| 46                                     | Kévin Van Melsen ‏                      | 80                                     |

| Cofidis COF | Cofidis COF    | Cofidis COF |
| ----------- | -------------- | ----------- |
| م           | عداء           | مرتبة       |
| 51          | ماكس والشيد    | 60          |
| 52          | ساندر أرمي     | 12          |
| 53          | Szymon Sajnok ‏ | 55          |
| 54          | Hugo Toumire ‏  | 17          |
| 55          | دافيد فييلا    | 44          |

| BikeExchange-Jayco BEX | BikeExchange-Jayco BEX | BikeExchange-Jayco BEX |
| ---------------------- | ---------------------- | ---------------------- |
| م                      | عداء                   | مرتبة                  |
| 61                     | Kaden Groves ‏          | 61                     |
| 62                     | Kelland O'Brien ‏       | 51                     |
| 63                     | Kevin Colleoni ‏        | 7                      |
| 64                     | Alexander Konychev ‏    | لم يبدأ-2              |
| 65                     | كاميرون ماير           | 31                     |
| 66                     | كالوم سكوتسون          | 30                     |
| 67                     | كامبل ستيوارت          | 67                     |

| Groupama-FDJ GFC | Groupama-FDJ GFC    | Groupama-FDJ GFC |
| ---------------- | ------------------- | ---------------- |
| م                | عداء                | مرتبة            |
| 71               | Paul Penhoët ‏       | 28               |
| 72               | Clément Davy ‏       | 50               |
| 73               | أنطوان دوتشيسن      | 23               |
| 74               | إجناتاس كونوفالوفاس | 66               |
| 75               | مايلز سكوتسون       | 35               |
| 76               | رامون سينكلدام      | 38               |

| أونو-إكس موبيليتي ‏ UXT | أونو-إكس موبيليتي ‏ UXT | أونو-إكس موبيليتي ‏ UXT |
| ---------------------- | ---------------------- | ---------------------- |
| م                      | عداء                   | مرتبة                  |
| 81                     | Anthon Charmig ‏        | 5                      |
| 82                     | Niklas Eg ‏             | لم يبدأ-3              |
| 83                     | Tord Gudmestad ‏        | 52                     |
| 84                     | ماركوس هانسن           | لم يكمل السباق-6       |
| 85                     | Martin Urianstad ‏      | لم يبدأ-1              |

| Bardiani CSF Faizanè BCF | Bardiani CSF Faizanè BCF | Bardiani CSF Faizanè BCF |
| ------------------------ | ------------------------ | ------------------------ |
| م                        | عداء                     | مرتبة                    |
| 91                       | فيليبو زانا              | 13                       |
| 92                       | Luca Colnaghi ‏           | 76                       |
| 93                       | Luca Covili ‏             | 15                       |
| 94                       | Luca Rastelli ‏           | 54                       |
| 95                       | Samuele Zoccarato ‏       | 64                       |
| 96                       | Johnatan Cañaveral ‏      | لم يكمل السباق-6         |

| بنجوال باوليز ساوكس دبليو بي ‏ BWB | بنجوال باوليز ساوكس دبليو بي ‏ BWB | بنجوال باوليز ساوكس دبليو بي ‏ BWB |
| --------------------------------- | --------------------------------- | --------------------------------- |
| م                                 | عداء                              | مرتبة                             |
| 101                               | Milan Menten ‏                     | 27                                |
| 102                               | Louis Blouwe ‏                     | 40                                |
| 103                               | Dorian De Maeght ‏                 | لم يكمل السباق-4                  |
| 104                               | Johan Meens ‏                      | 45                                |
| 105                               | Mathijs Paasschens ‏               | لم يبدأ-1                         |
| 106                               | Laurenz Rex ‏                      | 57                                |
| 107                               | Nathan Vandepitte ‏                | 70                                |

| أوسكالتيل أوسكادي ‏ EUS | أوسكالتيل أوسكادي ‏ EUS | أوسكالتيل أوسكادي ‏ EUS |
| ---------------------- | ---------------------- | ---------------------- |
| م                      | عداء                   | مرتبة                  |
| 111                    | Joan Bou ‏              | 46                     |
| 112                    | Antonio Angulo ‏        | 56                     |
| 113                    | Carlos Canal ‏          | 21                     |
| 114                    | Peio Goikoetxea ‏       | 69                     |
| 115                    | Julen Irizar ‏          | لم يكمل السباق-5       |

| غازبروم روسفيلو ‏ GAZ | غازبروم روسفيلو ‏ GAZ | غازبروم روسفيلو ‏ GAZ |
| -------------------- | -------------------- | -------------------- |
| م                    | عداء                 | مرتبة                |
| 121                  | ماركو كانولا         | لم يبدأ-5            |
| 122                  | Pavel Kochetkov ‏     | 41                   |
| 123                  | Michael Kukrle ‏      | 26                   |
| 124                  | دينيس نكراسوف        | 14                   |
| 125                  | Ivan Rovny ‏          | 43                   |
| 126                  | ديمتري ستراخوف       | 22                   |

| برجس بي إتش ‏ BBH | برجس بي إتش ‏ BBH    | برجس بي إتش ‏ BBH |
| ---------------- | ------------------- | ---------------- |
| م                | عداء                | مرتبة            |
| 131              | ميكيل ريم (طريق)    | 77               |
| 132              | Mario Aparicio ‏     | 20               |
| 133              | جيتسي بول           | 29               |
| 134              | Ángel Fuentes ‏      | 58               |
| 135              | Victor Langellotti ‏ | 73               |
| 136              | Alex Molenaar ‏      | 71               |
| 137              | Gabriel Muller ‏     | لم يكمل السباق-4 |

| فريق سلطنة عمان لسباق الدراجات للرجال‏ OMA | فريق سلطنة عمان لسباق الدراجات للرجال‏ OMA | فريق سلطنة عمان لسباق الدراجات للرجال‏ OMA |
| ----------------------------------------- | ----------------------------------------- | ----------------------------------------- |
| م                                         | عداء                                      | مرتبة                                     |
| 141                                       | Said Al Rahbi ‏                            | 84                                        |
| 142                                       | Mohamed Al Wahibi ‏                        | 85                                        |
| 143                                       | Husam Al Rawahi‏                           | لم يكمل السباق-3                          |
| 144                                       | Mazen Al Riyami‏                           | 87                                        |
| 145                                       | Abdul Rahman Al Yacoubi ‏                  | 83                                        |
| 146                                       | Munther Al Hsani‏                          | 82                                        |
| 147                                       | Faisal Al Mammari‏                         | 86                                        |

| تيم نوفو نورديسك ‏ TNN | تيم نوفو نورديسك ‏ TNN              | تيم نوفو نورديسك ‏ TNN |
| --------------------- | ---------------------------------- | --------------------- |
| م                     | عداء                               | مرتبة                 |
| 151                   | Charles Planet ‏                    | 33                    |
| 152                   | ستيفن كلانسي                       | لم يكمل السباق-4      |
| 153                   | Gerd de Keijzer ‏                   | 81                    |
| 154                   | Jan Dunnewind ‏                     | لم يكمل السباق-2      |
| 155                   | Andrea Peron (cyclist, born 1988) ‏ | لم يبدأ-5             |
| 156                   | Umberto Poli (cyclist) ‏            | 75                    |
| 157                   | Filippo Ridolfo ‏                   | 78                    |

| XDS Astana Development Team ‏ AQD | XDS Astana Development Team ‏ AQD | XDS Astana Development Team ‏ AQD |
| -------------------------------- | -------------------------------- | -------------------------------- |
| م                                | عداء                             | مرتبة                            |
| 161                              | Juan Carlos Lopez‏                | 37                               |
| 162                              | Gianmarco Garofoli ‏              | 48                               |
| 163                              | Harold Martín López ‏             | 37                               |
| 164                              | Alexander Winokurow              | 74                               |
| 165                              | Nicolas Vinokurov ‏               | 62                               |

| Quick-Step Alpha Vinyl QST | Quick-Step Alpha Vinyl QST | Quick-Step Alpha Vinyl QST |
| -------------------------- | -------------------------- | -------------------------- |
| م                          | عداء                       | مرتبة                      |
| 1                          | مارك كافنديش               | 68                         |
| 2                          | Iljo Keisse ‏               | 72                         |
| 3                          | فوستو ماسنادا              | 2                          |
| 4                          | ماورو شميد                 | 10                         |
| 5                          | Stijn Steels ‏              | 59                         |
| 6                          | Stan Van Tricht ‏           | 34                         |

| Team DSM DSM | Team DSM DSM             | Team DSM DSM |
| ------------ | ------------------------ | ------------ |
| م            | عداء                     | مرتبة        |
| 11           | سورين كراغ أندرسن        | 39           |
| 12           | Marco Brenner ‏           | 24           |
| 13           | Jonas Iversby Hvideberg ‏ | 25           |
| 14           | Henri Vandenabeele ‏      | 9            |
| 15           | Kevin Vermaerke ‏         | 11           |

| UAE Team Emirates UAD | UAE Team Emirates UAD | UAE Team Emirates UAD |
| --------------------- | --------------------- | --------------------- |
| م                     | عداء                  | مرتبة                 |
| 21                    | روي كوستا             | 3                     |
| 22                    | فرناندو جافيريا       | 49                    |
| 23                    | ريان جيبونز           | 16                    |
| 24                    | فيليكس جروس           | 53                    |
| 25                    | يوسف ميرزا الحمادي    | 42                    |
| 26                    | ماكسيميليانو ريتشيزي  | 65                    |
| 27                    | Oliviero Troia ‏       | لم يبدأ-6             |

| Arkéa-Samsic ARK | Arkéa-Samsic ARK | Arkéa-Samsic ARK |
| ---------------- | ---------------- | ---------------- |
| م                | عداء             | مرتبة            |
| 31               | ايلي جيسبرت      | 4                |
| 32               | وينر أنكونا      | 19               |
| 33               | أموري كابيو      | 47               |
| 34               | لوران بيشون      | 32               |
| 35               | Kévin Vauquelin ‏ | 6                |

| Intermarché-Wanty-Gobert Matériaux IWG | Intermarché-Wanty-Gobert Matériaux IWG | Intermarché-Wanty-Gobert Matériaux IWG |
| -------------------------------------- | -------------------------------------- | -------------------------------------- |
| م                                      | عداء                                   | مرتبة                                  |
| 41                                     | Rein Taaramäe                          | 8                                      |
| 42                                     | Tom Devriendt ‏                         | 63                                     |
| 43                                     | جان هيرت                               | 1                                      |
| 44                                     | Julius Johansen ‏                       | 79                                     |
| 45                                     | هوغو بيج ‏                              | 18                                     |
| 46                                     | Kévin Van Melsen ‏                      | 80                                     |

| Cofidis COF | Cofidis COF    | Cofidis COF |
| ----------- | -------------- | ----------- |
| م           | عداء           | مرتبة       |
| 51          | ماكس والشيد    | 60          |
| 52          | ساندر أرمي     | 12          |
| 53          | Szymon Sajnok ‏ | 55          |
| 54          | Hugo Toumire ‏  | 17          |
| 55          | دافيد فييلا    | 44          |

| BikeExchange-Jayco BEX | BikeExchange-Jayco BEX | BikeExchange-Jayco BEX |
| ---------------------- | ---------------------- | ---------------------- |
| م                      | عداء                   | مرتبة                  |
| 61                     | Kaden Groves ‏          | 61                     |
| 62                     | Kelland O'Brien ‏       | 51                     |
| 63                     | Kevin Colleoni ‏        | 7                      |
| 64                     | Alexander Konychev ‏    | لم يبدأ-2              |
| 65                     | كاميرون ماير           | 31                     |
| 66                     | كالوم سكوتسون          | 30                     |
| 67                     | كامبل ستيوارت          | 67                     |

| Groupama-FDJ GFC | Groupama-FDJ GFC    | Groupama-FDJ GFC |
| ---------------- | ------------------- | ---------------- |
| م                | عداء                | مرتبة            |
| 71               | Paul Penhoët ‏       | 28               |
| 72               | Clément Davy ‏       | 50               |
| 73               | أنطوان دوتشيسن      | 23               |
| 74               | إجناتاس كونوفالوفاس | 66               |
| 75               | مايلز سكوتسون       | 35               |
| 76               | رامون سينكلدام      | 38               |

| أونو-إكس موبيليتي ‏ UXT | أونو-إكس موبيليتي ‏ UXT | أونو-إكس موبيليتي ‏ UXT |
| ---------------------- | ---------------------- | ---------------------- |
| م                      | عداء                   | مرتبة                  |
| 81                     | Anthon Charmig ‏        | 5                      |
| 82                     | Niklas Eg ‏             | لم يبدأ-3              |
| 83                     | Tord Gudmestad ‏        | 52                     |
| 84                     | ماركوس هانسن           | لم يكمل السباق-6       |
| 85                     | Martin Urianstad ‏      | لم يبدأ-1              |

| Bardiani CSF Faizanè BCF | Bardiani CSF Faizanè BCF | Bardiani CSF Faizanè BCF |
| ------------------------ | ------------------------ | ------------------------ |
| م                        | عداء                     | مرتبة                    |
| 91                       | فيليبو زانا              | 13                       |
| 92                       | Luca Colnaghi ‏           | 76                       |
| 93                       | Luca Covili ‏             | 15                       |
| 94                       | Luca Rastelli ‏           | 54                       |
| 95                       | Samuele Zoccarato ‏       | 64                       |
| 96                       | Johnatan Cañaveral ‏      | لم يكمل السباق-6         |

| بنجوال باوليز ساوكس دبليو بي ‏ BWB | بنجوال باوليز ساوكس دبليو بي ‏ BWB | بنجوال باوليز ساوكس دبليو بي ‏ BWB |
| --------------------------------- | --------------------------------- | --------------------------------- |
| م                                 | عداء                              | مرتبة                             |
| 101                               | Milan Menten ‏                     | 27                                |
| 102                               | Louis Blouwe ‏                     | 40                                |
| 103                               | Dorian De Maeght ‏                 | لم يكمل السباق-4                  |
| 104                               | Johan Meens ‏                      | 45                                |
| 105                               | Mathijs Paasschens ‏               | لم يبدأ-1                         |
| 106                               | Laurenz Rex ‏                      | 57                                |
| 107                               | Nathan Vandepitte ‏                | 70                                |

| أوسكالتيل أوسكادي ‏ EUS | أوسكالتيل أوسكادي ‏ EUS | أوسكالتيل أوسكادي ‏ EUS |
| ---------------------- | ---------------------- | ---------------------- |
| م                      | عداء                   | مرتبة                  |
| 111                    | Joan Bou ‏              | 46                     |
| 112                    | Antonio Angulo ‏        | 56                     |
| 113                    | Carlos Canal ‏          | 21                     |
| 114                    | Peio Goikoetxea ‏       | 69                     |
| 115                    | Julen Irizar ‏          | لم يكمل السباق-5       |

| غازبروم روسفيلو ‏ GAZ | غازبروم روسفيلو ‏ GAZ | غازبروم روسفيلو ‏ GAZ |
| -------------------- | -------------------- | -------------------- |
| م                    | عداء                 | مرتبة                |
| 121                  | ماركو كانولا         | لم يبدأ-5            |
| 122                  | Pavel Kochetkov ‏     | 41                   |
| 123                  | Michael Kukrle ‏      | 26                   |
| 124                  | دينيس نكراسوف        | 14                   |
| 125                  | Ivan Rovny ‏          | 43                   |
| 126                  | ديمتري ستراخوف       | 22                   |

| برجس بي إتش ‏ BBH | برجس بي إتش ‏ BBH    | برجس بي إتش ‏ BBH |
| ---------------- | ------------------- | ---------------- |
| م                | عداء                | مرتبة            |
| 131              | ميكيل ريم (طريق)    | 77               |
| 132              | Mario Aparicio ‏     | 20               |
| 133              | جيتسي بول           | 29               |
| 134              | Ángel Fuentes ‏      | 58               |
| 135              | Victor Langellotti ‏ | 73               |
| 136              | Alex Molenaar ‏      | 71               |
| 137              | Gabriel Muller ‏     | لم يكمل السباق-4 |

| فريق سلطنة عمان لسباق الدراجات للرجال‏ OMA | فريق سلطنة عمان لسباق الدراجات للرجال‏ OMA | فريق سلطنة عمان لسباق الدراجات للرجال‏ OMA |
| ----------------------------------------- | ----------------------------------------- | ----------------------------------------- |
| م                                         | عداء                                      | مرتبة                                     |
| 141                                       | Said Al Rahbi ‏                            | 84                                        |
| 142                                       | Mohamed Al Wahibi ‏                        | 85                                        |
| 143                                       | Husam Al Rawahi‏                           | لم يكمل السباق-3                          |
| 144                                       | Mazen Al Riyami‏                           | 87                                        |
| 145                                       | Abdul Rahman Al Yacoubi ‏                  | 83                                        |
| 146                                       | Munther Al Hsani‏                          | 82                                        |
| 147                                       | Faisal Al Mammari‏                         | 86                                        |

| تيم نوفو نورديسك ‏ TNN | تيم نوفو نورديسك ‏ TNN              | تيم نوفو نورديسك ‏ TNN |
| --------------------- | ---------------------------------- | --------------------- |
| م                     | عداء                               | مرتبة                 |
| 151                   | Charles Planet ‏                    | 33                    |
| 152                   | ستيفن كلانسي                       | لم يكمل السباق-4      |
| 153                   | Gerd de Keijzer ‏                   | 81                    |
| 154                   | Jan Dunnewind ‏                     | لم يكمل السباق-2      |
| 155                   | Andrea Peron (cyclist, born 1988) ‏ | لم يبدأ-5             |
| 156                   | Umberto Poli (cyclist) ‏            | 75                    |
| 157                   | Filippo Ridolfo ‏                   | 78                    |

| XDS Astana Development Team ‏ AQD | XDS Astana Development Team ‏ AQD | XDS Astana Development Team ‏ AQD |
| -------------------------------- | -------------------------------- | -------------------------------- |
| م                                | عداء                             | مرتبة                            |
| 161                              | Juan Carlos Lopez‏                | 37                               |
| 162                              | Gianmarco Garofoli ‏              | 48                               |
| 163                              | Harold Martín López ‏             | 37                               |
| 164                              | Alexander Winokurow              | 74                               |
| 165                              | Nicolas Vinokurov ‏               | 62                               |

## التصنيف العام النهائي
| التصنيف العام         | التصنيف العام       | التصنيف العام                      | التصنيف العام  | التصنيف العام |
| العداء                | العداء              | الفريق                             | الوقت          |               |
| --------------------- | ------------------- | ---------------------------------- | -------------- | ------------- |
| 1                     | جان هيرت            | Intermarché-Wanty-Gobert Matériaux | 22 س 35 د 43 ث |               |
| 2                     | فوستو ماسنادا       | Quick-Step Alpha Vinyl             | + 1 د 00 ث     |               |
| 3                     | روي كوستا           | فريق الإمارات                      | + 1 د 16 ث     |               |
| 4                     | ايلي جيسبرت         | اركيا سامسيك                       | + 1 د 18 ث     |               |
| 5                     | Anthon Charmig ‏     | أونو اكس برو سايكلنج تيم ‏          | + 1 د 18 ث     |               |
| 6                     | Kévin Vauquelin ‏    | اركيا سامسيك                       | + 1 د 38 ث     |               |
| 7                     | Kevin Colleoni ‏     | BikeExchange-Jayco                 | + 1 د 50 ث     |               |
| 8                     | رين تاراما          | Intermarché-Wanty-Gobert Matériaux | + 1 د 51 ث     |               |
| 9                     | Henri Vandenabeele ‏ | Team DSM                           | + 1 د 54 ث     |               |
| 10                    | ماورو شميد          | Quick-Step Alpha Vinyl             | + 2 د 01 ث     |               |
|                       |                     |                                    |                |               |
| مصدر: ProCyclingStats |                     |                                    |                |               |

### تصنيف النقاط
| تصنيف النقاط          | تصنيف النقاط     | تصنيف النقاط                       | تصنيف النقاط | تصنيف النقاط |
| العداء                | العداء           | الفريق                             | النقاط       |              |
| --------------------- | ---------------- | ---------------------------------- | ------------ | ------------ |
| 1                     | فرناندو جافيريا  | فريق الإمارات                      | 37 نقطة      |              |
| 2                     | Kaden Groves ‏    | BikeExchange-Jayco                 | 33 نقطة      |              |
| 3                     | جان هيرت         | Intermarché-Wanty-Gobert Matériaux | 32 نقطة      |              |
| 4                     | أموري كابيو      | اركيا سامسيك                       | 28 نقطة      |              |
| 5                     | مارك كافنديش     | Quick-Step Alpha Vinyl             | 27 نقطة      |              |
| 6                     | فوستو ماسنادا    | Quick-Step Alpha Vinyl             | 24 نقطة      |              |
| 7                     | Anthon Charmig ‏  | أونو اكس برو سايكلنج تيم ‏          | 24 نقطة      |              |
| 8                     | Kévin Vauquelin ‏ | اركيا سامسيك                       | 24 نقطة      |              |
| 9                     | روي كوستا        | فريق الإمارات                      | 21 نقطة      |              |
| 10                    | ايلي جيسبرت      | اركيا سامسيك                       | 18 نقطة      |              |
|                       |                  |                                    |              |              |
| مصدر: ProCyclingStats |                  |                                    |              |              |

## تصنيف الفرق

### الفرق حسب الوقت
| تصنيف الفرق حسب الوقت | تصنيف الفرق حسب الوقت              | تصنيف الفرق حسب الوقت | تصنيف الفرق حسب الوقت |
| الفريق                | الفريق                             | الوقت                 |                       |
| --------------------- | ---------------------------------- | --------------------- | --------------------- |
| 1                     | اركيا سامسيك                       | 67 س 53 د 48 ث        |                       |
| 2                     | Intermarché-Wanty-Gobert Matériaux | + 7 ث                 |                       |
| 3                     | Team DSM                           | + 2 د 01 ث            |                       |
| 4                     | Bardiani CSF Faizanè               | + 9 د 31 ث            |                       |
| 5                     | Quick-Step Alpha Vinyl             | + 10 د 05 ث           |                       |
|                       |                                    |                       |                       |
| مصدر: ProCyclingStats |                                    |                       |                       |

## تصانيف فرعية

### تصنيف أفضل مقاتل
| تصنيف أفضل مقاتل      | تصنيف أفضل مقاتل    | تصنيف أفضل مقاتل                   | تصنيف أفضل مقاتل | تصنيف أفضل مقاتل |
| العداء                | العداء              | الفريق                             | النقاط           |                  |
| --------------------- | ------------------- | ---------------------------------- | ---------------- | ---------------- |
| 1                     | Peio Goikoetxea ‏    | أوسكالتيل أوسكادي ‏                 | 18 نقطة          |                  |
| 2                     | Antonio Angulo ‏     | أوسكالتيل أوسكادي ‏                 | 17 نقطة          |                  |
| 3                     | Samuele Zoccarato ‏  | Bardiani CSF Faizanè               | 14 نقطة          |                  |
| 4                     | Victor Langellotti ‏ | برجس بي إتش ‏                       | 8 نقطة           |                  |
| 5                     | جان هيرت            | Intermarché-Wanty-Gobert Matériaux | 6 نقطة           |                  |
|                       |                     |                                    |                  |                  |
| مصدر: ProCyclingStats |                     |                                    |                  |                  |

### تصنيف أفضل شاب
| تصنيف أفضل شاب        | تصنيف أفضل شاب      | تصنيف أفضل شاب            | تصنيف أفضل شاب | تصنيف أفضل شاب |
| العداء                | العداء              | الفريق                    | الوقت          |                |
| --------------------- | ------------------- | ------------------------- | -------------- | -------------- |
| 1                     | Anthon Charmig ‏     | أونو اكس برو سايكلنج تيم ‏ | 22 س 37 د 01 ث |                |
| 2                     | Kévin Vauquelin ‏    | اركيا سامسيك              | + 20 ث         |                |
| 3                     | Kevin Colleoni ‏     | BikeExchange-Jayco        | + 32 ث         |                |
| 4                     | Henri Vandenabeele ‏ | Team DSM                  | + 36 ث         |                |
| 5                     | ماورو شميد          | Quick-Step Alpha Vinyl    | + 43 ث         |                |
| 6                     | Kevin Vermaerke ‏    | Team DSM                  | + 59 ث         |                |
| 7                     | فيليبو زانا         | Bardiani CSF Faizanè      | + 1 د 56 ث     |                |
| 8                     | دينيس نكراسوف       | غازبروم روسفيلو ‏          | + 2 د 16 ث     |                |
| 9                     | Luca Covili ‏        | Bardiani CSF Faizanè      | + 2 د 23 ث     |                |
| 10                    | Hugo Toumire ‏       | Cofidis                   | + 3 د 14 ث     |                |
|                       |                     |                           |                |                |
| مصدر: ProCyclingStats |                     |                           |                |                |

### تصنيف أفضل مقاتل
| تصنيف أفضل مقاتل      | تصنيف أفضل مقاتل    | تصنيف أفضل مقاتل                   | تصنيف أفضل مقاتل | تصنيف أفضل مقاتل |
| العداء                | العداء              | الفريق                             | النقاط           |                  |
| --------------------- | ------------------- | ---------------------------------- | ---------------- | ---------------- |
| 1                     | Peio Goikoetxea ‏    | أوسكالتيل أوسكادي ‏                 | 18 نقطة          |                  |
| 2                     | Antonio Angulo ‏     | أوسكالتيل أوسكادي ‏                 | 17 نقطة          |                  |
| 3                     | Samuele Zoccarato ‏  | Bardiani CSF Faizanè               | 14 نقطة          |                  |
| 4                     | Victor Langellotti ‏ | برجس بي إتش ‏                       | 8 نقطة           |                  |
| 5                     | جان هيرت            | Intermarché-Wanty-Gobert Matériaux | 6 نقطة           |                  |
|                       |                     |                                    |                  |                  |
| مصدر: ProCyclingStats |                     |                                    |                  |                  |

## وصلات خارجية
- الموقع الرسمي
- لمحة عن سباق طواف عمان 2022 على موقع  ProCyclingStats   (برو  سايكلنج  ستاتس) - إحصاءات  محترفي  الدراجات.
- طواف عمان 2022 على موقع إحصائيات الدراجات الإحترافية (الإنجليزية)